# Сумський тролейбус
Сумськи́й троле́йбус — тролейбусна система міста Суми.
Власником тролейбусної мережі сумського тролейбуса є місто, забезпечення перевезення пасажирів здійснює КП СМР «Електроавтотранс» (Сумиелектротранс).
Тролейбус у Сумах є одним із основних видів громадського транспорту, що покриває як центральну частину, так і окремі віддалені мікрорайони.

## Історія

Разовий квиток на проїзд у тролейбусі, березень 2010 року

Разовий квиток на проїзд у тролейбусі, 2017 рік

Тролейбусний рух у Сумах було відкрито 25 серпня 1967 року. Першим міським тролейбусним маршрутом став «Хіммістечко — Залізничний вокзал». На початку відкриття було 25 б/в МТБ-82 з Москви і 10 нових Київ-4. 
За період від дня відкриття тролейбусного руху по теперішній час підприємство очолювало 16 директорів, з них Іванов О.Ф. пропрацював найбільше — 11 років (1987—1998 рр.).
Інвентарна кількість тролейбусів у Сумах:
- 1980 — 128 (на рейсах, тобто працюючих, 84).
- 1985 — 127 (88).
- 1990 — 145 (101).
- 2010 — 69 (52).
- 2015 — 68 (65).
- 2016 — 68 (60).
- 2017 — 68 (54).
- 2018 — 69 (59).
- 2019 — 73 (64).
- 2020 — 71 (69).
- 2021 — 87 (80).

У кризові 1990-ті Сумам у цілому вдалося зберегти мережу сумських тролейбусів, однак від 1991 року не виконувався капітальний ремонт тролейбусів, а ремонтні роботи здійснювалися лише з відновлення корпусу й ходової частини. Враховуючи, що половина тролейбусів має термін експлуатації 20-28 років, стан електрообладнання в Сумах викликає серйозне занепокоєння.
У 2009-2010 роках на підприємстві велася цілеспрямована робота зі стабілізації тролейбусного парку. Разом з оптимізацією виробничого процесу, на підприємстві досягли того, що 2009 — на початку 2010 року на лінію щодня виходить 46-48 тролейбусів (2008 року цей показник становив 38-30), з яких через поломки в депо повертається всього 5-6, замість 10-12 проти торішніх показників. Коефіцієнт використання рухомого складу у КП «Електроавтотранс» (за інформацією його директора) є одним із найкращих в Україні. 
Матеріально-технічна база й реорганізація ремонтної служби дозволяє КП «Електроавтотранс» самостійно здійснювати середній та капітальний ремонт тролейбусів, у тому числі електрообладнання. Наразі в «Електроавтотрансі» розроблена система капітального й середнього ремонту з урахуванням заміни електропроводки, або її реставрації, де це економічно доцільно.
З 2010 по 2015 роки 8 машинам вдалось пройти КВР. Закупівель нового РС у 2011-2014 роках не було.
У 2015 році КП «Електроавтотранс» закупив 12 тролейбусів Богдан Т70117.
25 січня директор організації, що експлуатує мережу сумських тролейбусів, КП «Електроавтотранс» — Олександр Перчаков — вийшов на пенсію. Наразі йде конкурс на вакантну посаду.
12 березня був призначений новий директор Віталій Однорог. Також у цьому році підприємство отримало ліцензію на право навчання водіїв тролейбуса.
У 2021 році КП «Електроавтотранс» закупив 19 тролейбусів Богдан Т70117.          

### Вартість проїзду
- 2016: 1,25 грн
- 2017: 2,00 грн (з 1 квітня)
- 2018: 2,50 грн
- 2019: 4,00 грн (для студентів і школярів — 2,00 грн)
- 2021: 6,00 грн (школяри — безкоштовно)
- 2023: 8,00 грн

Діють пільги для учнів, студентів та пенсіонерів.

## Маршрути

### Маршрути[7]
| №   | Початковий пункт         | Кінцевий пункт           | Примітки |
| --- | ------------------------ | ------------------------ | --- |
| 1   | Мікрорайон «Тепличний»   | Вулиця Прикордонна       | у міжпік до ПАТ «Сумихімпром» або до депо |
| 2   | Автовокзал               | Керамейя                 | |
| 3   | Аеропорт                 | Залізничний вокзал       | Скасовано |
| 4   | Аеропорт                 | Залізничний вокзал       | ч/з вулицю Троїцьку тролейбус проїзжає на автономному ходу за годинниковою стрілкою Полукільцевий |
| 5   | Вулиця Роменська         | Вулиця Героїв Крут       | |
| 6   | СПТУ-6                   | АЗС-2                    | Скасовано |
| 6   | Вулиця Роменська         | Завод «Центроліт»        | Скасовано |
| 7   | Мікрорайон «Хіммістечко» | Завод «Центроліт»        | |
| 8   | Вулиця Роменська         | Аеропорт                 | Скасовано |
| 8   | Аеропорт                 | Мікрорайон «Хіммістечко» | Працює в робочі дні |
| 9   | Мікрорайон «Хіммістечко» | Сумихімпром              | Працює лише в години пік |
| 10  | Завод «Центроліт»        | Вулиця Героїв Крут       | Скасовано |
| 10А | Пансіонат для ветеранів  | Вулиця Героїв Крут       | |
| 11  | Вулиця Роменська         | Аеропорт                 | Скасовано, працював лише в години пік |
| 12  | Сумихімпром              | Залізничний вокзал       | Працює лише в години пік |
| 13  | Завод «Центроліт»        | Мікрорайон «Хіммістечко» | ч/з залізничний вокзал, працює лише в години пік |
| 14  | Вулиця Героїв Крут       | Аеропорт                 | Відновлено |
| 15  | Проспект Свободи         | Проспект Свободи         | ч/з вул. Харківську, центральний ринок, залізничний вокзал, просп. М. Лушпи |
| 15А | Проспект Свободи         | Проспект Свободи         | ч/з пр. М. Лушпи, Вокзал, Ринок, вул. Харківську |
| 16  | Завод «Центроліт»        | Аеропорт                 | Скасовано |
| 17  | Сумихімпром              | Вулиця Героїв Крут       | Працює лише в години пік |
| 18  | Завод «Центроліт»        | Вулиця Героїв Крут       | ч/з залізничний вокзал, працює лише в години пік |
| 20  | Сумихімпром              | Проспект Свободи         | Працює лише в години пік |
| 21  | Пансіонат для ветеранів  | Залізничний вокзал       | проти годинникової стрілки ч/з Автовокзал, вул.Іллінську, Центральний ринок і вул.Троїцьку Відстань від зуп. Пансіонат для ветеранів і до вул. Білопільський шлях, а також вул. Троїцька тролейбус проїзжає на автономному ходу Кільцевий |

## Рухомий склад
На балансі підприємства КП «Сумиелектроавтотранс» у листопаді 2010 року перебувало 69 тролейбусів та 5 нових автобусів. З них «атестованих» — 32, можуть виїздити на лінію (потребують середнього ремонту) — 20, можна відреставрувати (капітальний ремонт) — 18. За інформацією директора Віктора Чалого, поданою на нараді в мерії, 38 тролейбусів потребують середнього й капітального ремонту. 
Наприкінці 2015 року в парку «Сумиелектроавтотранс» перебувало 68 тролейбусів і 20 автобусів.
Також підприємство почало ремонтувати свій рухомий склад, хоча й так машини проходили КР/КВР. 19 грудня 2014 року вийшов тролейбус нібито власного виробництва з парковим номером № 284 (з літа 2010 року не експлуатувався) з іменною назвою «Сумчанин-2014», та № 257 під назвою «Доброволець». У них встановили Wi-Fi як і в № 080, 081, 072, 074, 005. На ремонті знаходиться № 236.
26 квітня 2018 року до Сум надійшов перший із чотирьох тролейбусів Еталон Т12110 «Барвінок».
Пасажирський рухомий склад
| Тип моделі               | Кількість на 12 червня 2025 |
| ------------------------ | --------------------------- |
| Богдан Т70117            | 35                          |
| ЗіУ-682                  | 21                          |
| ЮМЗ Т2                   | 6                           |
| АКСМ 321 (СП «Янікс»)    | 4                           |
| Еталон Т12110 «Барвінок» | 4                           |
| ЛАЗ Е183                 | 2                           |
| Всього:                  | 72                          |

Службовий рухомий склад:
| Тип моделі | Кількість на 25 листопада 2023 |
| ---------- | ------------------------------ |
| ЮМЗ Т2     | 1                              |
| ЗіУ-682    | 1                              |

## Експлуатувальне підприємство
Комунальне підприємство Сумської міської ради «Електроавтотранс» (КП СМР «Електроавтотранс»), Адреса: 40024, Сумська область, Суми, вулиця Харківська, 113.
50°53′41″ пн. ш. 34°50′28″ сх. д. / 50.894847° пн. ш. 34.840997° сх. д.

## Перспективи
- У рамках проєкту «Міський громадський транспорт в Україні» за рахунок залучених кредитних коштів Європейського інвестиційного банку під державні гарантії було заплановано придбати 22 тролейбуси на суму в 4 млн євро[11].